# Mahant
Mahant é um superior religioso, em particular o chefe de um templo ou o chefe de um mosteiro nas religiões indianas.
James Mallinson, um dos poucos ocidentais a ser nomeado mahant, descreve a posição de um mahant como uma combinação de abade e brigadeiro.

## Etimologia
A palavra em hindi mahant vem do prácrito mahanta- , sânscrito mahat (caso acusativo: mahantam) que significa "grande".

## Hinduísmo
Outros títulos para a palavra Mahant, servindo no contexto de um lugar religioso bem conhecido, incluem sacerdote ou pundit – geralmente sempre sendo um gyani ou pastor.
Em outros ramos do hinduísmo, o mahant é um asceta que é o chefe e líder do templo e tem responsabilidades religiosas como pregador. Mahant é um título dos Bairagis e Goswamis.

## Siquismo
Na história sikh, os mahants eram os gerentes hereditários que controlavam e seguravam as chaves das portas dos gurdwaras sikhs. Após a criação do Shiromani Gurdwara Parbandhak Committee e o massacre de Nankana envolvendo Mahant Narayan Das, uma lei foi aprovada entregando os gurdwaras aos reformadores sikhs.